# 珰金牌坊
珰金牌坊位于中国安徽省黄山市休宁县城内状元文化广场东侧、状元阁下，原在渭桥乡珰金村东，2007年迁至今址。该坊为清乾隆二年（1737）为旌表孝子朱元俨而立，为四柱三间三楼式，红砂石质，宽9米，高12米，中柱底部两侧各立高1.3米的石狮，边柱则立高2.1米的抱鼓石，额枋刻“旌表崇祀孝子朱元俨”，楼枋刻“光被孝思”，两面碑文相同。